# ورخنه‌سعیدوو
ورخنه‌سعیدوو (انگلیسی: Verkhnesaitovo) یک شهرک در شهرستان کوشنارنکوفسکی جمهوری باشقیرستان در کشور روسیه است.